# La Liga 1931–32
La Liga mùa giải 1931-32 khởi tranh từ ngày 22 tháng 11 năm 1931 và kết thúc vào ngày 3 tháng 4 năm 1932.
Mùa giải bao gồm các câu lạc bộ sau:
| - Arenas Club de Getxo - Athletic Bilbao - FC Barcelona - Deportivo Alavés - Donostia CF1 |  | - CE Espanyol1 - Madrid CF1 - Racing de Santander - Union Club Irún1 - Valencia CF |

1 dưới thời Đệ nhị Cộng hòa Tây Ban Nha tất cả các câu lạc bộ đã bỏ từ Real (hoàng gia) khỏi tên của họ.

## Bảng xếp hạng
| Vị trí | Câu lạc bộ           | Trận | T  | H | Th | BT | Bb | Điểm | Hs  |                                 |
| ------ | -------------------- | ---- | -- | - | -- | -- | -- | ---- | --- | ------------------------------- |
| 1      | Madrid CF2           | 18   | 10 | 8 | 0  | 37 | 15 | 28   | +22 | Nhà vô địch La Liga             |
| 2      | Athletic Bilbao      | 18   | 11 | 3 | 4  | 47 | 23 | 25   | +24 |                                 |
| 3      | FC Barcelona         | 18   | 10 | 4 | 4  | 40 | 26 | 24   | +14 |                                 |
| 4      | Racing de Santander  | 18   | 7  | 6 | 5  | 36 | 35 | 20   | +1  |                                 |
| 5      | Arenas Club de Getxo | 18   | 7  | 3 | 8  | 35 | 42 | 17   | -7  |                                 |
| 6      | CE Espanyol3         | 18   | 7  | 1 | 10 | 34 | 39 | 15   | -5  |                                 |
| 7      | Valencia CF          | 18   | 6  | 3 | 9  | 38 | 47 | 15   | -9  |                                 |
| 8      | Donostia CF4         | 18   | 7  | 0 | 11 | 38 | 35 | 14   | +3  |                                 |
| 9      | Deportivo Alavés     | 18   | 5  | 1 | 12 | 22 | 44 | 11   | -22 |                                 |
| 10     | Union Club Irún5     | 18   | 4  | 3 | 11 | 24 | 45 | 11   | -21 | xuống hạng tới Segunda División |

2 Real Madrid đổi thành Madrid CF.
3 RCD Español đổi thành CE Espanyol.
4 Real Sociedad đổi thành Donostia CF.
5 Real Unión đổi thành Union Club Irún.

## Bảng kết quả
- Lưu ý rằng đội chủ nhà được viết ở phía bên tay trái trong khi đội khách được liệt kê ở dòng trên cùng.

|                      | Are | Ath | Bar | DAl | Don | Esp | Mad | Rac | Uni | Val |
| Arenas Club de Getxo |     | 2-1 | 1-3 | 4-2 | 2-1 | 3-2 | 2-2 | 3-1 | 5-0 | 4-1 |
| Athletic Bilbao      | 4-1 |     | 3-0 | 3-2 | 5-1 | 4-0 | 3-3 | 3-2 | 2-1 | 7-2 |
| FC Barcelona         | 2-2 | 1-3 |     | 6-0 | 2-0 | 2-2 | 2-2 | 4-2 | 3-2 | 3-2 |
| Deportivo Alavés     | 3-1 | 0-1 | 1-3 |     | 1-2 | 4-1 | 0-1 | 1-2 | 1-0 | 2-1 |
| Donostia CF          | 7-0 | 3-2 | 0-1 | 4-1 |     | 5-2 | 1-2 | 1-5 | 5-0 | 7-1 |
| CE Espanyol          | 4-2 | 1-0 | 0-3 | 4-0 | 2-0 |     | 1-2 | 6-1 | 3-1 | 3-0 |
| Madrid CF            | 4-0 | 1-1 | 2-0 | 5-0 | 1-0 | 3-0 |     | 0-0 | 3-2 | 4-1 |
| Racing de Santander  | 1-1 | 2-0 | 3-2 | 1-1 | 2-1 | 2-1 | 0-0 |     | 2-2 | 4-1 |
| Union Club Irún      | 1-0 | 1-5 | 1-3 | 0-2 | 2-0 | 4-1 | 1-1 | 2-2 |     | 3-2 |
| Valencia CF          | 3-2 | 0-0 | 0-0 | 5-1 | 4-0 | 3-1 | 1-1 | 6-4 | 5-1 |     |

## Cúp Pichichi
| Cầu thủ             | Bàn thắng | Câu lạc bộ          |
| ------------------- | --------- | ------------------- |
| Guillermo Gorostiza | 12        | Athletic Bilbao     |
| Bata                | 11        | Athletic Bilbao     |
| Cholín              | 10        | Donostia CF         |
| Cisco               | 10        | Racing de Santander |